# ترکیب تیم‌های جام جهانی فوتبال ۱۹۵۴
این مقاله فهرستی از ترکیب تیم‌های ملی فوتبال در جام جهانی فوتبال ۱۹۵۴ است که از ۱۶ ژوئن تا ۴ ژوئیه در کشور سوئیس برگزار شده است.

## گروه ۱

### برزیل
سرمربی: ززه موریرا
| شماره | جایگاه    | بازیکن              | تاریخ تولد/سن           | بازی‌های ملی | باشگاه                    |
| ----- | --------- | ------------------- | ----------------------- | ----------- | ------------------------- |
| ۱     | دروازه‌بان | کارلوس کاستیلیو     | ۲۷ نوامبر ۱۹۲۷ (۲۶ سال) | ۱۳          | باشگاه فوتبال فلومیننزه   |
| ۲     | مدافع     | دیژالما سانتوس      | ۲۷ فوریه ۱۹۲۹ (۲۵ سال)  | ۱۵          | باشگاه ورزشی پورتوگیزا    |
| ۳     | مدافع     | نیلتون سانتوس       | ۱۶ مه ۱۹۲۵ (۲۹ سال)     | ۲۰          | باشگاه فوتبال بوتافوگو    |
| ۴     | مدافع     | برانداوزینیو        | ۹ ژوئن ۱۹۲۵ (۲۹ سال)    | ۱۳          | باشگاه ورزشی پورتوگیزا    |
| ۵     | هافبک     | پینیرو              | ۱۳ ژانویه ۱۹۳۲ (۲۲ سال) | ۱۳          | باشگاه فوتبال فلومیننزه   |
| ۶     | هافبک     | بائور (کاپیتان)     | ۲۱ نوامبر ۱۹۲۵ (۲۸ سال) | ۲۲          | باشگاه فوتبال سائو پائولو |
| ۷     | مهاجم     | ژولیو بتلهو         | ۲۹ ژوئیه ۱۹۲۹ (۲۴ سال)  | ۱۴          | باشگاه ورزشی پورتوگیزا    |
| ۸     | هافبک     | دیدی                | ۸ اکتبر ۱۹۲۸ (۲۵ سال)   | ۱۴          | باشگاه فوتبال فلومیننزه   |
| ۹     | مهاجم     | بالتازار            | ۱۴ ژانویه ۱۹۲۶ (۲۸ سال) | ۱۹          | باشگاه فوتبال کورینتیانس  |
| ۱۰    | مهاجم     | پینگا               | ۱۱ فوریه ۱۹۲۴ (۳۰ سال)  | ۱۴          | باشگاه ورزشی واسکو دوگاما |
| ۱۱    | مهاجم     | فرانسیسکو رودریگیس  | ۲۷ ژوئن ۱۹۲۵ (۲۸ سال)   | ۱۵          | باشگاه فوتبال پالمیراس    |
| ۱۲    | مدافع     | پائولینیو ده آلمیدا | ۱۵ آوریل ۱۹۳۲ (۲۲ سال)  | ۰           | باشگاه ورزشی واسکو دوگاما |
| ۱۳    | مدافع     | آلفردو راموس        | ۲۷ اکتبر ۱۹۲۴ (۲۹ سال)  | ۲           | باشگاه فوتبال سائو پائولو |
| ۱۴    | هافبک     | الی                 | ۱۴ مه ۱۹۲۱ (۳۳ سال)     | ۱۷          | باشگاه ورزشی واسکو دوگاما |
| ۱۵    | مدافع     | مائورو راموس        | ۳۰ اوت ۱۹۳۰ (۲۳ سال)    | ۶           | باشگاه فوتبال سائو پائولو |
| ۱۶    | هافبک     | دکینیا              | ۱۹ مارس ۱۹۲۸ (۲۶ سال)   | ۰           | باشگاه فوتبال فلامینگو    |
| ۱۷    | مهاجم     | مائورینیو           | ۶ ژوئن ۱۹۳۳ (۲۱ سال)    | ۱           | باشگاه فوتبال سائو پائولو |
| ۱۸    | مهاجم     | هومبرتو توزی        | ۴ فوریه ۱۹۳۴ (۲۰ سال)   | ۴           | باشگاه فوتبال پالمیراس    |
| ۱۹    | مهاجم     | ایندیو              | ۱ مارس ۱۹۳۱ (۲۳ سال)    | ۰           | باشگاه فوتبال فلامینگو    |
| ۲۰    | مهاجم     | روبنس               | ۴ نوامبر ۱۹۲۸ (۲۵ سال)  | ۱           | باشگاه فوتبال فلامینگو    |
| ۲۱    | دروازه‌بان | ولودو               | ۷ اوت ۱۹۳۰ (۲۳ سال)     | ۴           | باشگاه فوتبال فلومیننزه   |
| ۲۲    | دروازه‌بان | کابسائو             | ۲۳ اوت ۱۹۳۰ (۲۳ سال)    |             | باشگاه فوتبال کورینتیانس  |

### یوگسلاوی
سرمربی: الکساندر تیرنانیک
| شماره | جایگاه    | بازیکن                  | تاریخ تولد/سن           | بازی‌های ملی | باشگاه                         |
| ----- | --------- | ----------------------- | ----------------------- | ----------- | ------------------------------ |
| ۱     | دروازه‌بان | ولادیمیر بیرا           | ۲ نوامبر ۱۹۲۸ (۲۵ سال)  | ۲۵          | باشگاه فوتبال هایدوک اسپلیت    |
| ۲     | مدافع     | برانکو استانکوویچ       | ۳۱ اکتبر ۱۹۲۱ (۳۲ سال)  | ۵۰          | باشگاه فوتبال ستاره سرخ بلگراد |
| ۳     | مدافع     | تومیسلاو کرنکوویچ       | ۱۷ ژوئن ۱۹۲۹ (۲۴ سال)   | ۱۷          | باشگاه فوتبال دینامو زاگرب     |
| ۴     | هافبک     | زلاتکو چایکوفسکی        | ۲۴ نوامبر ۱۹۲۳ (۳۰ سال) | ۵۳          | باشگاه فوتبال پارتیزان         |
| ۵     | مدافع     | ایویکا هوروات           | ۱۶ ژوئیه ۱۹۲۶ (۲۷ سال)  | ۴۳          | باشگاه فوتبال دینامو زاگرب     |
| ۶     | مدافع     | وویادین بوشکوف          | ۱۶ مه ۱۹۳۱ (۲۳ سال)     | ۲۲          | باشگاه فوتبال وویوودینا        |
| ۷     | مهاجم     | تیهومیر اوگنیانوف       | ۲ مارس ۱۹۲۷ (۲۷ سال)    | ۲۲          | Spartak Subotica               |
| ۸     | مهاجم     | رایکو میتیچ             | ۱۹ نوامبر ۱۹۲۲ (۳۱ سال) | ۴۷          | باشگاه فوتبال ستاره سرخ بلگراد |
| ۹     | مهاجم     | برنارد ووکاس            | ۱ مه ۱۹۲۷ (۲۷ سال)      | ۳۵          | باشگاه فوتبال هایدوک اسپلیت    |
| ۱۰    | هافبک     | استیه‌پان بوبک (کاپیتان) | ۳ دسامبر ۱۹۲۳ (۳۰ سال)  | ۵۳          | باشگاه فوتبال پارتیزان         |
| ۱۱    | مهاجم     | برانکو زبتس             | ۱۷ مه ۱۹۲۹ (۲۵ سال)     | ۲۲          | باشگاه فوتبال پارتیزان         |
| ۱۲    | دروازه‌بان | برانکو کرالی            | ۱۰ مارس ۱۹۲۴ (۳۰ سال)   | ۰           | باشگاه فوتبال دینامو زاگرب     |
| ۱۳    | مدافع     | میلیان زکوویچ           | ۱۵ نوامبر ۱۹۲۵ (۲۸ سال) | ۳           | باشگاه فوتبال ستاره سرخ بلگراد |
| ۱۴    | هافبک     | لاو مانتولا             | ۸ دسامبر ۱۹۲۸ (۲۵ سال)  | ۰           | باشگاه فوتبال دینامو زاگرب     |
| ۱۵    | هافبک     | لیوبیشا اسپاییچ         | ۷ مارس ۱۹۲۶ (۲۸ سال)    | ۶           | باشگاه فوتبال ستاره سرخ بلگراد |
| ۱۶    | مدافع     | سیما میلوانوف           | ۱۰ آوریل ۱۹۲۳ (۳۱ سال)  | ۴           | باشگاه فوتبال وویوودینا        |
| ۱۷    | مدافع     | برونو بلین              | ۱۶ ژانویه ۱۹۲۹ (۲۵ سال) | ۳           | باشگاه فوتبال پارتیزان         |
| ۱۸    | مهاجم     | میلوش میلوتینوویچ       | ۵ فوریه ۱۹۳۳ (۲۱ سال)   | ۸           | باشگاه فوتبال پارتیزان         |
| ۱۹    | هافبک     | زلاتکو پاپتس            | ۱۷ ژانویه ۱۹۳۴ (۲۰ سال) | ۲           | باشگاه فوتبال لوکوموتیو زاگرب  |
| ۲۰    | مهاجم     | دیونیزیه دوورنیچ        | ۲۷ آوریل ۱۹۲۶ (۲۸ سال)  | ۳           | باشگاه فوتبال دینامو زاگرب     |
| ۲۱    | مهاجم     | زلاتکو وسلینوویچ        | ۲۲ اکتبر ۱۹۳۰ (۲۳ سال)  | ۴           | باشگاه فوتبال وویوودینا        |
| ۲۲    | مهاجم     | الکساندر پتاکوویچ       | ۶ فوریه ۱۹۳۰ (۲۴ سال)   | ۰           | Radnički Belgrade              |

### فرانسه
سرمربی: پیر پیباروت
| شماره | جایگاه    | بازیکن               | تاریخ تولد/سن           | بازی‌های ملی | باشگاه                    |
| ----- | --------- | -------------------- | ----------------------- | ----------- | ------------------------- |
| ۱     | دروازه‌بان | فرانسوا رمتر         | ۸ اوت ۱۹۲۸ (۲۵ سال)     | ۴           | باشگاه فوتبال متس         |
| ۲     | دروازه‌بان | سزار رومینسکی        | ۱۴ ژوئن ۱۹۲۴ (۳۰ سال)   | ۷           | باشگاه فوتبال لیل         |
| ۳     | دروازه‌بان | کلود آبس             | ۲۴ مه ۱۹۲۷ (۲۷ سال)     | ۰           | باشگاه فوتبال سن-اتین     |
| ۴     | مدافع     | لازار ژیانسی         | ۹ نوامبر ۱۹۲۵ (۲۸ سال)  | ۱۲          | باشگاه فوتبال آاس موناکو  |
| ۵     | مدافع     | ژاک ریمونپون         | ۳۰ ژوئیه ۱۹۲۵ (۲۸ سال)  | ۰           | باشگاه فوتبال بوردو       |
| ۶     | مدافع     | ریموند کایلبل        | ۳۱ ژانویه ۱۹۳۲ (۲۲ سال) | ۰           | باشگاه فوتبال استراسبورگ  |
| ۷     | مدافع     | روگر مارشه (کاپیتان) | ۵ مارس ۱۹۲۴ (۳۰ سال)    | ۳۷          | باشگاه فوتبال استاد رنس   |
| ۸     | هافبک     | گیوم بیگانسکی        | ۳ نوامبر ۱۹۳۲ (۲۱ سال)  | ۱           | باشگاه فوتبال لیل         |
| ۹     | هافبک     | آنتونی کویسارد       | ۱۹ ژوئیه ۱۹۲۴ (۲۹ سال)  | ۲۷          | باشگاه فوتبال نیس         |
| ۱۰    | مدافع     | روبر ژونکت           | ۳ مه ۱۹۲۵ (۲۹ سال)      | ۲۶          | باشگاه فوتبال استاد رنس   |
| ۱۱    | هافبک     | زرسس لوئی            | ۳۱ اکتبر ۱۹۲۶ (۲۷ سال)  | ۰           | باشگاه فوتبال لانس        |
| ۱۲    | هافبک     | ژان ژاکوس مارسل      | ۱۳ ژوئن ۱۹۳۱ (۲۳ سال)   | ۸           | باشگاه فوتبال سوشو        |
| ۱۳    | هافبک     | عبدالرحمان محجوب     | ۲۵ آوریل ۱۹۲۹ (۲۵ سال)  | ۲           | باشگاه فوتبال نیس         |
| ۱۴    | هافبک     | آرماند پنورنه        | ۲۶ نوامبر ۱۹۲۶ (۲۷ سال) | ۱۱          | باشگاه فوتبال استاد رنس   |
| ۱۵    | هافبک     | عبدالعزیز بن طیفور   | ۲۵ ژوئیه ۱۹۲۷ (۲۶ سال)  | ۱           | باشگاه فوتبال تروا        |
| ۱۶    | هافبک     | رنه درود             | ۲۶ ژوئن ۱۹۳۰ (۲۳ سال)   | ۱           | Toulouse FC               |
| ۱۷    | مهاجم     | لئون گلواسکی         | ۱۹ فوریه ۱۹۲۸ (۲۶ سال)  | ۳           | باشگاه فوتبال استاد رنس   |
| ۱۸    | هافبک     | ریموند کوپا          | ۱۳ اکتبر ۱۹۳۱ (۲۲ سال)  | ۱۳          | باشگاه فوتبال استاد رنس   |
| ۱۹    | هافبک     | میشل لبلون           | ۱۰ مه ۱۹۳۲ (۲۲ سال)     | ۱           | باشگاه فوتبال استاد رنس   |
| ۲۰    | مهاجم     | ارنست شولتز          | ۲۹ ژانویه ۱۹۳۱ (۲۳ سال) | ۰           | باشگاه فوتبال المپیک لیون |
| ۲۱    | مهاجم     | آندره استراپه        | ۲۳ فوریه ۱۹۲۸ (۲۶ سال)  | ۲۳          | باشگاه فوتبال لیل         |
| ۲۲    | مهاجم     | ژان ونسان            | ۲۹ نوامبر ۱۹۳۰ (۲۳ سال) | ۲           | باشگاه فوتبال لیل         |

### مکزیک
سرمربی:  انتونیو لوپز هررانز
| شماره | جایگاه    | بازیکن                 | تاریخ تولد/سن           | بازی‌های ملی | باشگاه                        |
| ----- | --------- | ---------------------- | ----------------------- | ----------- | ----------------------------- |
| ۱     | دروازه‌بان | آنتونیو کارباخال       | ۷ ژوئن ۱۹۲۹ (۲۵ سال)    | ۱۱          | باشگاه فوتبال لئون            |
| ۲     | مدافع     | نارسیسو لوپس           | ۱۸ اوت ۱۹۲۸ (۲۵ سال)    | ۳           | باشگاه فوتبال دپورتیوو اورو   |
| ۳     | مدافع     | خورخه رومو             | ۲۰ آوریل ۱۹۲۳ (۳۱ سال)  | ۵           | Club Deportivo Marte          |
| ۴     | مدافع     | ساتورنینو مارتینس      | ۱ ژانویه ۱۹۲۸ (۲۶ سال)  | ۶           | باشگاه فوتبال نیکاکسا         |
| ۵     | هافبک     | رائول کاردناس          | ۳۰ اکتبر ۱۹۲۸ (۲۵ سال)  | ۴           | باشگاه فوتبال پوئبلا          |
| ۶     | هافبک     | رافائل آوالوس          | ۲۲ نوامبر ۱۹۲۵ (۲۸ سال) | ۴           | باشگاه فوتبال آتلانتی         |
| ۷     | مهاجم     | آلفردو تورس            | ۳۱ مه ۱۹۳۱ (۲۳ سال)     | ۳           | باشگاه فوتبال اطلس            |
| ۸     | مهاجم     | خوسه نارانخو (کاپیتان) | ۱۹ مارس ۱۹۲۶ (۲۸ سال)   | ۱۲          | باشگاه فوتبال دپورتیوو اورو   |
| ۹     | مهاجم     | خوسه لوئیس لامادرید    | ۳ ژوئیه ۱۹۳۰ (۲۳ سال)   | ۵           | باشگاه فوتبال نیکاکسا         |
| ۱۰    | مهاجم     | توماس بالکاسار         | ۲۱ دسامبر ۱۹۳۱ (۲۲ سال) | ۹           | باشگاه فوتبال گوادالاخارا     |
| ۱۱    | مهاجم     | رائول آریانو           | ۲۸ فوریه ۱۹۳۵ (۱۹ سال)  | ۰           | باشگاه فوتبال گوادالاخارا     |
| ۱۲    | دروازه‌بان | سالوادور موتا          | ۳۰ نوامبر ۱۹۲۲ (۳۱ سال) | ۰           | باشگاه فوتبال آتلانتی         |
| ۱۳    | مدافع     | سرخیو براوو            | ۲۷ نوامبر ۱۹۲۷ (۲۶ سال) | ۶           | باشگاه فوتبال لئون            |
| ۱۴    | مدافع     | خوان گومس              | ۲۶ ژوئن ۱۹۲۴ (۲۹ سال)   | ۰           | باشگاه فوتبال اطلس            |
| ۱۵    | مهاجم     | کارلوس بلانکو          | ۵ مارس ۱۹۲۸ (۲۶ سال)    | ۴           | باشگاه فوتبال نیکاکسا         |
| ۱۶    | هافبک     | پدرو ناخرا             | ۳ فوریه ۱۹۲۹ (۲۵ سال)   | ۰           | باشگاه فوتبال آمریکا          |
| ۱۷    | مهاجم     | کارلوس سپتین           | ۱۸ ژانویه ۱۹۲۳ (۳۱ سال) | ۱۳          | CD Tampico                    |
| ۱۸    | مهاجم     | کارلوس کاروس           | ۶ اکتبر ۱۹۳۰ (۲۳ سال)   | ۰           | باشگاه فوتبال دپورتیوو تولوکا |
| ۱۹    | مهاجم     | مویسس خینیچ            | ۱۵ دسامبر ۱۹۲۷ (۲۶ سال) | ۱           | باشگاه فوتبال آتلانتی         |
| ۲۰    | مهاجم     | خوسه آنتونیو روکا      | ۲۴ مه ۱۹۲۸ (۲۶ سال)     | ۱۰          | CD Zacatepec                  |
| ۲۱    | هافبک     | ماریو اوچوا            | ۷ نوامبر ۱۹۲۷ (۲۶ سال)  | ۵           | Club Deportivo Marte          |
| ۲۲    | مهاجم     | رانولفو کورتس          | ۹ ژوئیه ۱۹۳۴ (۱۹ سال)   | ۰           | باشگاه فوتبال دپورتیوو اورو   |

روکا، اوچوا، کورتس، اگرچه لیست رسمی ثبت شده در مکزیک در حالت آماده باش باقی ماندند

## گروه ۲

### مجارستان
سرمربی: گوستاو شبش
| شماره | جایگاه    | بازیکن                 | تاریخ تولد/سن            | بازی‌های ملی | باشگاه                       |
| ----- | --------- | ---------------------- | ------------------------ | ----------- | ---------------------------- |
| ۱     | دروازه‌بان | دیولا گروشیچ           | ۴ فوریه ۱۹۲۶ (۲۸ سال)    | ۳۱          | باشگاه فوتبال بوداپست هونود  |
| ۲     | مدافع     | ینو بوزانسکی           | ۴ مه ۱۹۲۵ (۲۹ سال)       | ۲۳          | Dorogi Bányász               |
| ۳     | مدافع     | دیولا لورانت           | ۶ فوریه ۱۹۲۳ (۳۱ سال)    | ۲۴          | باشگاه فوتبال بوداپست هونود  |
| ۴     | مدافع     | میهای لانتوش           | ۲۹ سپتامبر ۱۹۲۸ (۲۵ سال) | ۳۰          | باشگاه فوتبال ام‌تی‌کی بوداپست |
| ۵     | هافبک     | یوژف بوژیک             | ۲۵ نوامبر ۱۹۲۵ (۲۸ سال)  | ۴۸          | باشگاه فوتبال بوداپست هونود  |
| ۶     | هافبک     | یوژف زاکاریاش          | ۲۵ مارس ۱۹۲۴ (۳۰ سال)    | ۳۱          | باشگاه فوتبال ام‌تی‌کی بوداپست |
| ۷     | مهاجم     | یوژف توت               | ۱۶ مه ۱۹۲۹ (۲۵ سال)      | ۲           | Csepeli Vasas                |
| ۸     | مهاجم     | شاندور کوچیش           | ۲۱ سپتامبر ۱۹۲۹ (۲۴ سال) | ۳۶          | باشگاه فوتبال بوداپست هونود  |
| ۹     | مهاجم     | ناندور هیدگ‌کوتی        | ۳ مارس ۱۹۲۲ (۳۲ سال)     | ۳۶          | باشگاه فوتبال ام‌تی‌کی بوداپست |
| ۱۰    | مهاجم     | فرانس پوشکاش (کاپیتان) | ۲ آوریل ۱۹۲۷ (۲۷ سال)    | ۵۵          | باشگاه فوتبال بوداپست هونود  |
| ۱۱    | مهاجم     | زولتان تسیبور          | ۸ اوت ۱۹۲۹ (۲۴ سال)      | ۲۶          | باشگاه فوتبال بوداپست هونود  |
| ۱۲    | مدافع     | بیلا کارپاتی           | ۳۰ سپتامبر ۱۹۲۹ (۲۴ سال) | ۱           | باشگاه فوتبال دیوری ای‌تی‌او   |
| ۱۳    | مدافع     | پال وارهیدی            | ۶ نوامبر ۱۹۳۱ (۲۲ سال)   | ۰           | باشگاه فوتبال اویپشت         |
| ۱۴    | هافبک     | ایمره کواچ             | ۲۶ نوامبر ۱۹۲۱ (۳۲ سال)  | ۸           | باشگاه فوتبال ام‌تی‌کی بوداپست |
| ۱۵    | هافبک     | فرنس سویکا             | ۷ آوریل ۱۹۳۱ (۲۳ سال)    | ۰           | Salgótarjáni BTC             |
| ۱۶    | هافبک     | لاسلو بودائی           | ۱۹ ژوئیه ۱۹۲۸ (۲۵ سال)   | ۲۱          | باشگاه فوتبال بوداپست هونود  |
| ۱۷    | مهاجم     | فرنتس ماچوش            | ۳۰ ژوئن ۱۹۳۲ (۲۱ سال)    | ۰           | باشگاه فوتبال بوداپست هونود  |
| ۱۸    | مهاجم     | لایوش چورداش           | ۶ اکتبر ۱۹۳۲ (۲۱ سال)    | ۷           | باشگاه ورزشی واشاش           |
| ۱۹    | مهاجم     | پیتر پالوتاش           | ۲۷ ژوئن ۱۹۲۹ (۲۴ سال)    | ۱۶          | باشگاه فوتبال ام‌تی‌کی بوداپست |
| ۲۰    | مهاجم     | میهای توت              | ۲۴ سپتامبر ۱۹۲۶ (۲۷ سال) | ۳           | باشگاه فوتبال اویپشت         |
| ۲۱    | دروازه‌بان | شاندور گلر             | ۱۲ ژوئیه ۱۹۲۵ (۲۸ سال)   | ۵           | باشگاه فوتبال ام‌تی‌کی بوداپست |
| ۲۲    | دروازه‌بان | گیزا گویاش             | ۵ ژوئن ۱۹۳۱ (۲۳ سال)     | ۰           | باشگاه فوتبال فرنتس‌واروش     |

### آلمان غربی
سرمربی: سپ هربرگر
| شماره | جایگاه    | بازیکن                | تاریخ تولد/سن           | بازی‌های ملی | باشگاه                           |
| ----- | --------- | --------------------- | ----------------------- | ----------- | -------------------------------- |
| ۱     | دروازه‌بان | تونی تورک             | ۱۸ ژانویه ۱۹۱۹ (۳۵ سال) | ۱۴          | باشگاه فوتبال فورتونا دوسلدورف   |
| ۲     | مدافع     | فریتس لاباند          | ۱ نوامبر ۱۹۲۵ (۲۸ سال)  | ۱           | باشگاه فوتبال هامبورگ            |
| ۳     | مدافع     | ورنر کولمه‌یر          | ۱۹ آوریل ۱۹۲۴ (۳۰ سال)  | ۱۳          | باشگاه فوتبال کایزرسلاوترن       |
| ۴     | مدافع     | هانس باور             | ۲۸ ژوئیه ۱۹۲۷ (۲۶ سال)  | ۲           | باشگاه فوتبال بایرن مونیخ        |
| ۵     | مدافع     | هربرت ارهاردت         | ۶ ژوئیه ۱۹۳۰ (۲۳ سال)   | ۱           | باشگاه فوتبال گروتر فورث         |
| ۶     | هافبک     | هورشت اکل             | ۸ فوریه ۱۹۳۲ (۲۲ سال)   | ۸           | باشگاه فوتبال کایزرسلاوترن       |
| ۷     | مدافع     | یوزف پوزیپال          | ۲۰ ژوئن ۱۹۲۷ (۲۶ سال)   | ۱۶          | باشگاه فوتبال هامبورگ            |
| ۸     | هافبک     | کارل مای              | ۲۷ ژوئیه ۱۹۲۸ (۲۵ سال)  | ۳           | باشگاه فوتبال گروتر فورث         |
| ۹     | هافبک     | پاول مبوس             | ۹ ژوئن ۱۹۲۰ (۳۴ سال)    | ۵           | باشگاه فوتبال کلن                |
| ۱۰    | مدافع     | ورنر لایبریش          | ۱۸ ژانویه ۱۹۲۷ (۲۷ سال) | ۳           | باشگاه فوتبال کایزرسلاوترن       |
| ۱۱    | هافبک     | کارل-هاینتس متسنر     | ۹ ژانویه ۱۹۲۳ (۳۱ سال)  | ۲           | KSV Hessen Kassel                |
| ۱۲    | مهاجم     | هلموت ران             | ۱۶ اوت ۱۹۲۹ (۲۴ سال)    | ۱۰          | باشگاه فوتبال روت‌وایس اسن        |
| ۱۳    | مهاجم     | ماکس مورلوک           | ۱۱ مه ۱۹۲۵ (۲۹ سال)     | ۱۳          | باشگاه فوتبال نورنبرگ            |
| ۱۴    | مهاجم     | برنهارد کلودت         | ۲۶ اکتبر ۱۹۲۶ (۲۷ سال)  | ۶           | باشگاه فوتبال شالکه ۰۴           |
| ۱۵    | مهاجم     | اوتمار والتر          | ۶ مارس ۱۹۲۴ (۳۰ سال)    | ۱۲          | باشگاه فوتبال کایزرسلاوترن       |
| ۱۶    | مهاجم     | فریتس والتر (کاپیتان) | ۳۱ اکتبر ۱۹۲۰ (۳۳ سال)  | ۳۹          | باشگاه فوتبال کایزرسلاوترن       |
| ۱۷    | مهاجم     | ریشارد هرمان          | ۲۸ ژانویه ۱۹۲۳ (۳۱ سال) | ۷           | باشگاه فوتبال اف‌اس‌وی فرانکفورت   |
| ۱۸    | مهاجم     | اولریش بیزینگر        | ۶ اوت ۱۹۳۳ (۲۰ سال)     | ۰           | باشگاه فوتبال آگسبورگ            |
| ۱۹    | هافبک     | آلفرد پفاف            | ۱۶ ژوئیه ۱۹۲۶ (۲۷ سال)  | ۱           | باشگاه فوتبال آینتراخت فرانکفورت |
| ۲۰    | مهاجم     | هانس شیفر             | ۱۹ اکتبر ۱۹۲۷ (۲۶ سال)  | ۶           | باشگاه فوتبال کلن                |
| ۲۱    | دروازه‌بان | هاینتس کوبش           | ۲۰ ژوئیه ۱۹۳۰ (۲۳ سال)  | ۱           | FK Pirmasens                     |
| ۲۲    | دروازه‌بان | هاینتس کویاتکوسکی     | ۱۶ ژوئیه ۱۹۲۶ (۲۷ سال)  | ۰           | باشگاه فوتبال بروسیا دورتموند    |

### ترکیه
سرمربی:  ساندرو پوپو
| شماره | جایگاه    | بازیکن               | تاریخ تولد/سن            | بازی‌های ملی | باشگاه                       |
| ----- | --------- | -------------------- | ------------------------ | ----------- | ---------------------------- |
| ۱     | دروازه‌بان | تورگای شرن (کاپیتان) | ۱۵ مه ۱۹۳۲ (۲۲ سال)      | ۱۱          | باشگاه فوتبال گالاتاسرای     |
| ۲     | مدافع     | رضوان بولاتلی        | ۲ دسامبر ۱۹۲۸ (۲۵ سال)   | ۲           | باشگاه فوتبال آنکاراگوچو     |
| ۳     | مدافع     | بصری دیریملیلی       | ۷ ژوئن ۱۹۲۹ (۲۵ سال)     | ۳           | Fenerbahçe SK                |
| ۴     | مدافع     | مصطفی ارتان          | ۲۱ آوریل ۱۹۲۶ (۲۸ سال)   | ۴           | باشگاه فوتبال آنکاراگوچو     |
| ۵     | هافبک     | چتین زیبک            | ۱۲ سپتامبر ۱۹۳۲ (۲۱ سال) | ۲           | باشگاه فوتبال قاسم‌پاشا اسپور |
| ۶     | هافبک     | روبر اریول           | ۲۱ دسامبر ۱۹۳۰ (۲۳ سال)  | ۵           | باشگاه فوتبال گالاتاسرای     |
| ۷     | مهاجم     | ارول کسکین           | ۲ مارس ۱۹۲۷ (۲۷ سال)     | ۱           | Adalet SK Istanbul           |
| ۸     | مهاجم     | سوات مامات           | ۸ نوامبر ۱۹۳۰ (۲۳ سال)   | ۲           | باشگاه فوتبال گالاتاسرای     |
| ۹     | مهاجم     | فریدون بوکر          | ۵ آوریل ۱۹۳۳ (۲۱ سال)    | ۳           | Fenerbahçe SK                |
| ۱۰    | مهاجم     | برهان سارگون         | ۱۱ فوریه ۱۹۲۹ (۲۵ سال)   | ۵           | Fenerbahçe SK                |
| ۱۱    | مهاجم     | لفتر کوچوکاندونیادیس | ۲۲ دسامبر ۱۹۲۵ (۲۸ سال)  | ۳           | Fenerbahçe SK                |
| ۱۲    | دروازه‌بان | شوکرو ارسوی          | ۱۴ ژانویه ۱۹۳۴ (۲۰ سال)  | ۳           | باشگاه فوتبال آنکاراگوچو     |
| ۱۳    | دروازه‌بان | بولنت اکن            | ۱ ژانویه ۱۹۳۴ (۲۰ سال)   | ۰           | باشگاه فوتبال بشیکتاش        |
| ۱۴    | مدافع     | علی براتلیگیل        | ۲۱ اکتبر ۱۹۳۱ (۲۲ سال)   | ۲           | باشگاه فوتبال گالاتاسرای     |
| ۱۵    | هافبک     | مهمت دینچر           | ۱ ژانویه ۱۹۲۴ (۳۰ سال)   | ۰           | Adalet SK Istanbul           |
| ۱۶    | مدافع     | ندیم گونار           | ۲ ژانویه ۱۹۳۲ (۲۲ سال)   | ۰           | Fenerbahçe SK                |
| ۱۷    | مدافع     | ناجی اردم            | ۲۸ ژانویه ۱۹۳۱ (۲۳ سال)  | ۰           | Fenerbahçe SK                |
| ۱۸    | مدافع     | آکگون کاچماز         | ۱۹ فوریه ۱۹۳۵ (۱۹ سال)   | ۱           | Fenerbahçe SK                |
| ۱۹    | مدافع     | احمت برمان           | ۱ ژانویه ۱۹۳۲ (۲۲ سال)   | ۰           | باشگاه فوتبال بشیکتاش        |
| ۲۰    | مهاجم     | نجمی اواریجی         | ۲ نوامبر ۱۹۲۵ (۲۸ سال)   | ۰           | Adalet SK Istanbul           |
| ۲۱    | مهاجم     | قدری آیتاچ           | ۶ اوت ۱۹۳۱ (۲۲ سال)      | ۰           | باشگاه فوتبال گالاتاسرای     |
| ۲۲    | مهاجم     | کوشکون تاش           | ۲۳ آوریل ۱۹۳۵ (۱۹ سال)   | ۲           | باشگاه فوتبال بشیکتاش        |

گوربوز، گونار و آیتاچ، اگرچه در فهرست رسمی ثبت شده بودند، در ترکیه در حالت آماده باش باقی ماندند.

### کره جنوبی
سرمربی:  کیم یونگ سیک
| شماره | جایگاه    | بازیکن                  | تاریخ تولد/سن           | بازی‌های ملی | باشگاه                                      |
| ----- | --------- | ----------------------- | ----------------------- | ----------- | ------------------------------------------- |
| ۱     | دروازه‌بان | هونگ دوک-یونگ           | ۵ مه ۱۹۲۱ (۳۳ سال)      | ۲           | Chosun Textile Company FC                   |
| ۲     | مدافع     | پارک کیو-چونگ           | ۲۱ آوریل ۱۹۱۵ (۳۹ سال)  | ۲           | ROK Army Quartermaster Corps FC             |
| ۳     | مدافع     | پارک جائه-سونگ          | ۱ آوریل ۱۹۲۳ (۳۱ سال)   | ۰           | ROK Army Counterintelligence Corps FC       |
| ۴     | هافبک     | کانگ چانگ-گی            | ۲۸ اوت ۱۹۲۷ (۲۶ سال)    | ۰           | Chosun Textile Company FC                   |
| ۵     | هافبک     | لی سانگ-یی              | ۱ ژانویه ۱۹۲۲ (۳۲ سال)  | ?           | Chosun Textile Company FC                   |
| ۶     | مدافع     | مین بیونگ-دائه          | ۲۰ فوریه ۱۹۱۸ (۳۶ سال)  | ۲           | ROK Army Counterintelligence Corps FC       |
| ۷     | مهاجم     | لی سو-نام               | ۲ فوریه ۱۹۲۷ (۲۷ سال)   | ۰           | ROK Army Counterintelligence Corps FC       |
| ۸     | مهاجم     | چوی چونگ-مین            | ۳۰ اوت ۱۹۳۰ (۲۳ سال)    | ۰           | ROK Army Counterintelligence Corps FC       |
| ۹     | مهاجم     | وو سانگ-کوون            | ۲ فوریه ۱۹۲۶ (۲۸ سال)   | ۲           | ROK Armed Forces Military Police Command FC |
| ۱۰    | مهاجم     | سونگ ناک-وون            | ۲ فوریه ۱۹۲۶ (۲۸ سال)   | ۰           | ROK Army Quartermaster Corps FC             |
| ۱۱    | هافبک     | چونگ نام-سیک            | ۱۶ فوریه ۱۹۱۷ (۳۷ سال)  | ۲           | ROK Counterintelligence Corps FC            |
| ۱۲    | دروازه‌بان | هام هونگ-چول            | ۱۷ نوامبر ۱۹۳۰ (۲۳ سال) | ۳           | ROK Armed Forces Military Police Command FC |
| ۱۳    | مدافع     | لی جونگ-کاپ             | ۱۸ مارس ۱۹۲۰ (۳۴ سال)   | ۰           | ROK Counterintelligence Corps FC            |
| ۱۴    | مدافع     | هان چانگ-وها            | ۳ نوامبر ۱۹۲۲ (۳۱ سال)  | ۰           | ROK Counterintelligence Corps FC            |
| ۱۵    | هافبک     | کیم جی-سونگ             | ۷ نوامبر ۱۹۲۴ (۲۹ سال)  | ۰           | ROK Counterintelligence Corps FC            |
| ۱۶    | هافبک     | چو یونگ-کوانگ (کاپیتان) | ۱۵ ژوئیه ۱۹۳۱ (۲۲ سال)  | ۰           | ROK Navy FC                                 |
| ۱۷    | مهاجم     | پارک ایل-کاپ            | ۲۱ مارس ۱۹۲۶ (۲۸ سال)   | ۰           | ROK Counterintelligence Corps FC            |
| ۱۸    | مهاجم     | چوی یونگ-کون            | ۸ فوریه ۱۹۲۳ (۳۱ سال)   | ۰           | ROK Navy FC                                 |
| ۱۹    | مهاجم     | لی کی-جو                | ۱۲ نوامبر ۱۹۲۶ (۲۷ سال) | ۰           | Chosun Textile Company FC                   |
| ۲۰    | مهاجم     | چونگ کوک-چین            | ۲ ژانویه ۱۹۱۷ (۳۷ سال)  | ۲           | ROK Navy FC                                 |

- فقط ۲۰ بازیکن در تیم کره جنوبی.

## گروه ۳

### اروگوئه
سرمربی: خوان لوپز فونتانا
| شماره | جایگاه    | بازیکن                  | تاریخ تولد/سن            | بازی‌های ملی | باشگاه                 |
| ----- | --------- | ----------------------- | ------------------------ | ----------- | ---------------------- |
| ۱     | دروازه‌بان | روکه ماسپولی            | ۱۲ اکتبر ۱۹۱۷ (۳۶ سال)   | ۳۱          | باشگاه فوتبال پنیارول  |
| ۲     | مدافع     | خوزه سانتاماریا         | ۳۱ ژوئیه ۱۹۲۹ (۲۴ سال)   | ۴           | باشگاه فوتبال ناسیونال |
| ۳     | مدافع     | ویلیام مارتینز          | ۱۳ ژانویه ۱۹۲۸ (۲۶ سال)  | ۱۱          | Rampla Juniors         |
| ۴     | هافبک     | ویکتور رودریگز آندراده  | ۲ مه ۱۹۲۷ (۲۷ سال)       | ۲۲          | باشگاه فوتبال پنیارول  |
| ۵     | هافبک     | آبدولیو وارلا (کاپیتان) | ۲۰ سپتامبر ۱۹۱۷ (۳۶ سال) | ۴۲          | باشگاه فوتبال پنیارول  |
| ۶     | هافبک     | روبرتو لئوپاردی         | ۱۹ ژوئیه ۱۹۳۳ (۲۰ سال)   | ۳           | باشگاه فوتبال ناسیونال |
| ۷     | مهاجم     | خولیو آبادی             | ۷ سپتامبر ۱۹۳۰ (۲۳ سال)  | ۹           | باشگاه فوتبال پنیارول  |
| ۸     | مهاجم     | خوان هوهبرگ             | ۸ اکتبر ۱۹۲۶ (۲۷ سال)    | ۳           | باشگاه فوتبال پنیارول  |
| ۹     | مهاجم     | اسکار میکوئز            | ۵ دسامبر ۱۹۲۷ (۲۶ سال)   | ۱۷          | باشگاه فوتبال پنیارول  |
| ۱۰    | مهاجم     | خوان آلبرتو اسکیافینو   | ۲۸ ژوئیه ۱۹۲۵ (۲۸ سال)   | ۱۶          | باشگاه فوتبال پنیارول  |
| ۱۱    | مهاجم     | کارلوس برخس             | ۱۴ ژانویه ۱۹۳۲ (۲۲ سال)  | ۲           | باشگاه فوتبال پنیارول  |
| ۱۲    | دروازه‌بان | خولیو ماسیراس           | ۲۲ آوریل ۱۹۲۶ (۲۸ سال)   | ۱           | باشگاه فوتبال دانوبیو  |
| ۱۳    | مدافع     | میرتو داووینه           | ۱۳ فوریه ۱۹۳۳ (۲۱ سال)   | ۱           | باشگاه فوتبال پنیارول  |
| ۱۴    | مدافع     | اوزبیو تخرا             | ۶ ژانویه ۱۹۲۲ (۳۲ سال)   | ۳۱          | باشگاه ورزشی دفنسور    |
| ۱۵    | هافبک     | اوربانو ریورا           | ۱ آوریل ۱۹۲۶ (۲۸ سال)    | ۷           | باشگاه فوتبال دانوبیو  |
| ۱۶    | هافبک     | نستور کاربایو           | ۳ فوریه ۱۹۲۹ (۲۵ سال)    | ۱۰          | باشگاه فوتبال ناسیونال |
| ۱۷    | هافبک     | لوییس کروز              | ۲۸ آوریل ۱۹۲۵ (۲۹ سال)   | ۷           | باشگاه فوتبال ناسیونال |
| ۱۸    | مهاجم     | رافائل سوتو             | ۲۴ اکتبر ۱۹۳۰ (۲۳ سال)   | ۵           | باشگاه فوتبال ناسیونال |
| ۱۹    | مهاجم     | خاویر امبرویس           | ۹ مه ۱۹۳۲ (۲۲ سال)       | ۷           | باشگاه فوتبال ناسیونال |
| ۲۰    | مهاجم     | عمر مندس                | ۷ اوت ۱۹۳۴ (۱۹ سال)      | ۴           | باشگاه فوتبال ناسیونال |
| ۲۱    | مهاجم     | خولیو پرز               | ۱۹ ژوئن ۱۹۲۶ (۲۷ سال)    | ۱۷          | باشگاه فوتبال ناسیونال |
| ۲۲    | مهاجم     | لوئیس کاسترو            | ۳۱ ژوئیه ۱۹۲۱ (۳۲ سال)   | ۱۹          | باشگاه ورزشی دفنسور    |

### اتریش
سرمربی: والتر نائوش
| شماره | جایگاه    | بازیکن           | تاریخ تولد/سن            | بازی‌های ملی | باشگاه                            |
| ----- | --------- | ---------------- | ------------------------ | ----------- | --------------------------------- |
| ۱     | دروازه‌بان | کورت اشمیت       | ۱۴ ژوئن ۱۹۲۶ (۲۸ سال)    | ۲           | باشگاه فوتبال فرست وینا           |
| ۲     | مدافع     | گرهارت هاناپی    | ۱۶ فوریه ۱۹۲۹ (۲۵ سال)   | ۳۷          | باشگاه فوتبال راپید وین           |
| ۳     | مدافع     | ارنست هاپل       | ۲۹ نوامبر ۱۹۲۵ (۲۸ سال)  | ۳۹          | باشگاه فوتبال راپید وین           |
| ۴     | مدافع     | لئوپولد بارشانت  | ۱۲ اوت ۱۹۲۵ (۲۸ سال)     | ۲           | Wiener Sportclub                  |
| ۵     | هافبک     | ارنست اکویرک     | ۷ مارس ۱۹۲۶ (۲۸ سال)     | ۴۵          | باشگاه فوتبال آستریا وین          |
| ۶     | هافبک     | کارل کولر        | ۹ فوریه ۱۹۲۹ (۲۵ سال)    | ۸           | باشگاه فوتبال فرست وینا           |
| ۷     | مهاجم     | روبرت کورنر      | ۲۱ اوت ۱۹۲۴ (۲۹ سال)     | ۷           | باشگاه فوتبال راپید وین           |
| ۸     | مهاجم     | والتر اشلیگر     | ۱۹ سپتامبر ۱۹۲۹ (۲۴ سال) | ۹           | باشگاه فوتبال آستریا وین          |
| ۹     | مهاجم     | تئودور واگنر     | ۶ اوت ۱۹۲۷ (۲۶ سال)      | ۲۸          | باشگاه فوتبال آدمیرا واکر مودلینگ |
| ۱۰    | هافبک     | اریش پروبست      | ۵ دسامبر ۱۹۲۷ (۲۶ سال)   | ۹           | باشگاه فوتبال راپید وین           |
| ۱۱    | مهاجم     | آلفرد کورنر      | ۱۴ فوریه ۱۹۲۶ (۲۸ سال)   | ۲۴          | باشگاه فوتبال راپید وین           |
| ۱۲    | هافبک     | کارل اشتوتس      | ۲۷ مارس ۱۹۲۷ (۲۷ سال)    | ۱۱          | باشگاه فوتبال آستریا وین          |
| ۱۳    | هافبک     | والتر کولمان     | ۱۷ ژوئن ۱۹۳۲ (۲۱ سال)    | ۳           | باشگاه فوتبال آدمیرا واکر مودلینگ |
| ۱۴    | هافبک     | کارل گیسر        | ۲۹ اکتبر ۱۹۲۸ (۲۵ سال)   | ۱           | باشگاه فوتبال راپید وین           |
| ۱۵    | دروازه‌بان | فرانتس پلیکان    | ۶ نوامبر ۱۹۲۵ (۲۸ سال)   | ۶           | باشگاه فوتبال آدمیرا واکر مودلینگ |
| ۱۶    | دروازه‌بان | والتر تسمان      | ۱ مه ۱۹۲۷ (۲۷ سال)       | ۳۹          | باشگاه فوتبال راپید وین           |
| ۱۷    | هافبک     | آلفرد تاینیتزر   | ۲۹ ژوئیه ۱۹۲۹ (۲۴ سال)   | ۰           | باشگاه فوتبال لاسک                |
| ۱۸    | هافبک     | یوهان ریگلر      | ۱۷ ژوئیه ۱۹۲۹ (۲۴ سال)   | ۳           | باشگاه فوتبال راپید وین           |
| ۱۹    | مهاجم     | روبرت دینست      | ۱ مارس ۱۹۲۸ (۲۶ سال)     | ۱۶          | باشگاه فوتبال راپید وین           |
| ۲۰    | مدافع     | پاول هالا        | ۱۰ آوریل ۱۹۳۱ (۲۳ سال)   | ۴           | باشگاه فوتبال راپید وین           |
| ۲۱    | مهاجم     | ارنست اشتویاسپال | ۱۴ ژانویه ۱۹۲۵ (۲۹ سال)  | ۲۸          | باشگاه فوتبال آستریا وین          |
| ۲۲    | مهاجم     | والتر هاومر      | ۲۲ نوامبر ۱۹۲۸ (۲۵ سال)  | ۴           | باشگاه فوتبال آدمیرا واکر مودلینگ |

### چکسلواکی
سرمربی: کارول بورهی
| شماره | جایگاه    | بازیکن                   | تاریخ تولد/سن           | بازی‌های ملی | باشگاه                          |
| ----- | --------- | ------------------------ | ----------------------- | ----------- | ------------------------------- |
| ۱     | دروازه‌بان | تئودور ریمن              | ۱۰ فوریه ۱۹۲۱ (۳۳ سال)  | ۴           | باشگاه فوتبال اسلوان براتیسلاوا |
| ۲     | مدافع     | فرانتیشک شافرانک         | ۲ ژانویه ۱۹۳۱ (۲۳ سال)  | ۱۰          | دوکلا پراگ                      |
| ۳     | هافبک     | اسواتوپلوک پلوسکال       | ۲۸ اکتبر ۱۹۳۰ (۲۳ سال)  | ۳           | دوکلا پراگ                      |
| ۴     | مدافع     | لادیسلاف نوواک (کاپیتان) | ۵ دسامبر ۱۹۳۱ (۲۲ سال)  | ۱۱          | دوکلا پراگ                      |
| ۵     | مدافع     | ییژی ترنکا               | ۲ دسامبر ۱۹۲۶ (۲۷ سال)  | ۲۰          | دوکلا پراگ                      |
| ۶     | هافبک     | میخال بندیکوویچ          | ۳۱ مه ۱۹۲۳ (۳۱ سال)     | ۷           | باشگاه فوتبال اسلوان براتیسلاوا |
| ۷     | مهاجم     | لادیسلاف هلاوچک          | ۲۶ ژوئن ۱۹۲۵ (۲۸ سال)   | ۱۳          | دوکلا پراگ                      |
| ۸     | مهاجم     | اوتو همل                 | ۲۲ ژانویه ۱۹۲۶ (۲۸ سال) | ۸           | دوکلا پراگ                      |
| ۹     | مهاجم     | آنتون مالاتینسکی         | ۱۵ ژانویه ۱۹۲۰ (۳۴ سال) | ۱۰          | Baník Handlová                  |
| ۱۰    | مهاجم     | امیل پاژیسکی             | ۱۴ اکتبر ۱۹۲۷ (۲۶ سال)  | ۱۴          | باشگاه فوتبال اسلوان براتیسلاوا |
| ۱۱    | مهاجم     | ییژی پشک                 | ۴ ژوئن ۱۹۲۷ (۲۷ سال)    | ۴           | باشگاه فوتبال اسپارتا پراگ      |
| ۱۲    | مدافع     | آنتون کراسنوهورسکی       | ۲۲ اکتبر ۱۹۲۵ (۲۸ سال)  | ۹           | باشگاه فوتبال ژیلینا            |
| ۱۳    | هافبک     | ییژی هلدیک               | ۱۹ آوریل ۱۹۲۹ (۲۵ سال)  | ۳           | Křídla vlasti Olomouc           |
| ۱۴    | هافبک     | یان هرتل                 | ۲۳ ژانویه ۱۹۲۹ (۲۵ سال) | ۶           | دوکلا پراگ                      |
| ۱۵    | مهاجم     | لادیسلاف کاچانی          | ۱ آوریل ۱۹۳۱ (۲۳ سال)   | ۷           | CH Bratislava                   |
| ۱۶    | هافبک     | زدنک پروخازکا            | ۱۲ ژانویه ۱۹۲۸ (۲۶ سال) | ۱           | باشگاه فوتبال اسپارتا پراگ      |
| ۱۷    | مهاجم     | تادئوش کراوس             | ۲۲ اکتبر ۱۹۳۲ (۲۱ سال)  | ۵           | Křídla vlasti Olomouc           |
| ۱۸    | مهاجم     | یوزف مایر                | ۸ ژوئن ۱۹۲۵ (۲۹ سال)    | ۰           | Baník Kladno                    |
| ۱۹    | مهاجم     | یاروسلاف کوشنار          | ۱۷ اوت ۱۹۳۰ (۲۳ سال)    | ۱           | CH Bratislava                   |
| ۲۰    | مهاجم     | کازیمیر گایدوش           | ۲۸ مارس ۱۹۳۴ (۲۰ سال)   | ۰           | Tatran Prešov                   |
| ۲۱    | دروازه‌بان | ایمریخ استاخو            | ۴ نوامبر ۱۹۳۱ (۲۲ سال)  | ۶           | Tankista Praha                  |
| ۲۲    | دروازه‌بان | ویلیام شرویف             | ۲ اوت ۱۹۳۱ (۲۲ سال)     | ۱           | Křídla vlasti Olomouc           |

### اسکاتلند
سرمربی: اندی بیتی (بعد از اولین بازی کنار رفت؛ بازی باقیمانده توسط کمیته انتخاب مدیریت شد)
| شماره | جایگاه    | بازیکن                   | تاریخ تولد/سن           | بازی‌های ملی | باشگاه                        |
| ----- | --------- | ------------------------ | ----------------------- | ----------- | ----------------------------- |
| ۱     | دروازه‌بان | فرد مارتین               | ۱۳ مه ۱۹۲۹ (۲۵ سال)     | ۲           | باشگاه فوتبال آبردین          |
| ۲     | مدافع     | ویلی کانینگهام (کاپیتان) | ۲۲ فوریه ۱۹۲۵ (۲۹ سال)  | ۳           | باشگاه فوتبال پرستون نورث اند |
| ۳     | مدافع     | جاک آئرد                 | ۱۸ فوریه ۱۹۲۶ (۲۸ سال)  | ۲           | باشگاه فوتبال برنلی           |
| ۴     | مدافع     | بابی اونز                | ۱۶ ژوئیه ۱۹۲۷ (۲۶ سال)  | ۱۷          | باشگاه فوتبال سلتیک           |
| ۵     | مدافع     | تامی دوچرتی              | ۲۴ اوت ۱۹۲۸ (۲۵ سال)    | ۵           | باشگاه فوتبال پرستون نورث اند |
| ۶     | هافبک     | جیمی دیویدسون            | ۸ نوامبر ۱۹۲۵ (۲۸ سال)  | ۲           | باشگاه فوتبال پاتریک تیسل     |
| ۷     | هافبک     | داگ کاوئی                | ۱ مه ۱۹۲۶ (۲۸ سال)      | ۶           | باشگاه فوتبال داندی           |
| ۸     | مهاجم     | جانی مک‌کنزی              | ۴ سپتامبر ۱۹۲۵ (۲۸ سال) | ۴           | باشگاه فوتبال پاتریک تیسل     |
| ۹     | مهاجم     | جورج همیلتون             | ۷ دسامبر ۱۹۱۷ (۳۶ سال)  | ۵           | باشگاه فوتبال آبردین          |
| ۱۰    | مهاجم     | الن براون                | ۱۲ اکتبر ۱۹۲۶ (۲۷ سال)  | ۱۲          | باشگاه فوتبال بلکپول          |
| ۱۱    | مهاجم     | نیل ماکن                 | ۶ آوریل ۱۹۲۷ (۲۷ سال)   | ۱           | باشگاه فوتبال سلتیک           |
| ۱۲    | مهاجم     | ویلی فرنی                | ۲۲ نوامبر ۱۹۲۸ (۲۵ سال) | ۱           | باشگاه فوتبال سلتیک           |
| ۱۳    | مهاجم     | ویلی اورموند             | ۲۳ فوریه ۱۹۲۷ (۲۷ سال)  | ۳           | باشگاه فوتبال هیبرنین         |
| ۱۴    | دروازه‌بان | جانی اندرسون*            | ۸ دسامبر ۱۹۲۹ (۲۴ سال)  | ۱           | باشگاه فوتبال لستر سیتی       |
| ۱۵    | مهاجم     | بابی جانستون*            | ۷ سپتامبر ۱۹۲۹ (۲۴ سال) | ۱۱          | باشگاه فوتبال هیبرنین         |
| ۱۶    | مهاجم     | جکی هندرسون*             | ۱۷ ژانویه ۱۹۳۲ (۲۲ سال) | ۴           | باشگاه فوتبال پورتسموث        |
| ۱۷    | هافبک     | دیوید مترز*              | ۲۵ اکتبر ۱۹۳۱ (۲۲ سال)  | ۱           | باشگاه فوتبال پاتریک تیسل     |
| ۱۸    | مدافع     | الکس ویلسون*             | ۲۹ اکتبر ۱۹۳۳ (۲۰ سال)  | ۱           | باشگاه فوتبال پورتسموث        |
| ۱۹    | مهاجم     | جیمی بینینگ*             | ۲۵ ژوئیه ۱۹۲۷ (۲۶ سال)  | ۰           | Queen of the South            |
| ۲۰    | مهاجم     | بابی کوم*                | ۲۹ فوریه ۱۹۲۴ (۳۰ سال)  | ۳           | باشگاه فوتبال هیبرنین         |
| ۲۱    | مهاجم     | ارنی کوپلند*             | ۱۵ آوریل ۱۹۲۷ (۲۷ سال)  | ۰           | باشگاه فوتبال ریت روورز       |
| ۲۲    | مهاجم     | ایان مک‌میلان*            | ۱۸ مارس ۱۹۳۱ (۲۳ سال)   | ۳           | Airdrieonians                 |

- تنها ۱۳ نفر از اعضای تیم برای مسابقات سال ۱۹۵۴ به سوئیس سفر کردند. اندرسون، هندرسون، ماترز، ویلسون، بینینگ، کومب، کوپلند و مک میلان مجبور به سفر نبودند و به صورت رزرو در خانه ماندند. جانستون ابتدا با تیم سفر کرد اما قبل از شروع مسابقات مصدوم به خانه بازگشت و همیلتون جایگزین او شد.[۲][۳]

## گروه ۴

### انگلستان
سرمربی: والتر وینترباتم
| شماره | جایگاه    | بازیکن              | تاریخ تولد/سن            | بازی‌های ملی | باشگاه                           |
| ----- | --------- | ------------------- | ------------------------ | ----------- | -------------------------------- |
| ۱     | دروازه‌بان | گیل مریک            | ۲۶ ژانویه ۱۹۲۲ (۳۲ سال)  | ۲۰          | باشگاه فوتبال بیرمنگام سیتی      |
| ۲     | مدافع     | رون استنیفورت       | ۱۳ آوریل ۱۹۲۴ (۳۰ سال)   | ۳           | باشگاه فوتبال هادرزفیلد تاون     |
| ۳     | مدافع     | راجر بایرن          | ۸ سپتامبر ۱۹۲۹ (۲۴ سال)  | ۳           | باشگاه فوتبال منچستر یونایتد     |
| ۴     | هافبک     | بیلی رایت (کاپیتان) | ۶ فوریه ۱۹۲۴ (۳۰ سال)    | ۵۸          | باشگاه فوتبال ولورهمپتون واندررز |
| ۵     | هافبک     | سید اوون            | ۲۸ فوریه ۱۹۲۲ (۳۲ سال)   | ۲           | باشگاه فوتبال لوتون تاون         |
| ۶     | هافبک     | جیمی دیکینسون       | ۲۴ آوریل ۱۹۲۵ (۲۹ سال)   | ۳۵          | باشگاه فوتبال پورتسموث           |
| ۷     | مهاجم     | استنلی ماتیوس       | ۱ فوریه ۱۹۱۵ (۳۹ سال)    | ۳۶          | باشگاه فوتبال بلکپول             |
| ۸     | مهاجم     | آیوور برودیس        | ۱۸ دسامبر ۱۹۲۲ (۳۱ سال)  | ۱۱          | باشگاه فوتبال نیوکاسل یونایتد    |
| ۹     | مهاجم     | نت لوفتهوس          | ۲۷ اوت ۱۹۲۵ (۲۸ سال)     | ۱۹          | باشگاه فوتبال بولتون واندررز     |
| ۱۰    | مهاجم     | تامی تیلور          | ۲۹ ژانویه ۱۹۳۲ (۲۲ سال)  | ۳           | باشگاه فوتبال منچستر یونایتد     |
| ۱۱    | مهاجم     | تام فینی            | ۵ آوریل ۱۹۲۲ (۳۲ سال)    | ۵۱          | باشگاه فوتبال پرستون نورث اند    |
| ۱۲    | دروازه‌بان | تد برگین            | ۲۹ آوریل ۱۹۲۷ (۲۷ سال)   | ۰           | باشگاه فوتبال شفیلد یونایتد      |
| ۱۳    | مدافع     | کن گرین             | ۲۷ آوریل ۱۹۲۴ (۳۰ سال)   | ۰           | باشگاه فوتبال بیرمنگام سیتی      |
| ۱۴    | هافبک     | بیل مکگاری          | ۱۰ ژوئن ۱۹۲۷ (۲۷ سال)    | ۰           | باشگاه فوتبال هادرزفیلد تاون     |
| ۱۵    | مهاجم     | دنیس ویلشاو         | ۱۱ مارس ۱۹۲۶ (۲۸ سال)    | ۱           | باشگاه فوتبال ولورهمپتون واندررز |
| ۱۶    | هافبک     | آلبرت کویکسال       | ۹ اوت ۱۹۳۳ (۲۰ سال)      | ۳           | باشگاه فوتبال شفیلد ونزدی        |
| ۱۷    | مهاجم     | جیمی مالن           | ۶ ژانویه ۱۹۲۳ (۳۱ سال)   | ۱۱          | باشگاه فوتبال ولورهمپتون واندررز |
| ۱۸    | هافبک     | آلنبی چیلتون*       | ۱۶ سپتامبر ۱۹۱۸ (۳۵ سال) | ۲           | باشگاه فوتبال منچستر یونایتد     |
| ۱۹    | هافبک     | کن آرمسترانگ*       | ۳ ژوئن ۱۹۲۴ (۳۰ سال)     | ۰           | باشگاه فوتبال چلسی               |
| ۲۰    | مهاجم     | بدفورد جزارد*       | ۱۹ اکتبر ۱۹۲۷ (۲۶ سال)   | ۱           | باشگاه فوتبال فولام              |
| ۲۱    | مهاجم     | جانی هاینز*         | ۱۷ اکتبر ۱۹۳۴ (۱۹ سال)   | ۰           | باشگاه فوتبال فولام              |
| ۲۲    | مهاجم     | هری هوپر*           | ۱۴ ژوئن ۱۹۳۳ (۲۱ سال)    | ۰           | باشگاه فوتبال وستهام یونایتد     |

- تنها ۱۷ نفر از ۲۲ عضو تیم برای مسابقات سال ۱۹۵۴ به سوئیس سفر کردند. پنج بازیکن - کن آرمسترانگ، آلنبی چیلتون، جانی هاینس، هری هوپر و بدفورد جزارد - در وضعیت ذخیره قرار گرفتند و در خانه ماندند و در صورت لزوم منتظر تماس بودند. این کار را نکرد.[۴]

### سوئیس
سرمربی:  کارل راپان
| شماره | جایگاه    | بازیکن              | تاریخ تولد/سن            | بازی‌های ملی | باشگاه                       |
| ----- | --------- | ------------------- | ------------------------ | ----------- | ---------------------------- |
| ۱     | دروازه‌بان | والتر ایش           | ۲۷ مه ۱۹۲۵ (۲۹ سال)      | ۵           | باشگاه ورزشی یانگ بویز       |
| ۲     | دروازه‌بان | اوژن پارلیه         | ۱۳ فوریه ۱۹۲۹ (۲۵ سال)   | ۵           | باشگاه فوتبال سروت ۱۸۹۰      |
| ۳     | دروازه‌بان | ژرژ اشتوبر          | ۱۱ مه ۱۹۲۵ (۲۹ سال)      | ۱۳          | باشگاه فوتبال لوزان-اسپورت   |
| ۴     | هافبک     | روژه بوکه (کاپیتان) | ۹ آوریل ۱۹۲۱ (۳۳ سال)    | ۴۴          | باشگاه فوتبال لوزان-اسپورت   |
| ۵     | مدافع     | مارس فلوکیگر        | ۲۰ ژوئن ۱۹۲۹ (۲۴ سال)    | ۲           | باشگاه ورزشی یانگ بویز       |
| ۶     | مدافع     | روژه ماتیس          | ۴ آوریل ۱۹۲۱ (۳۳ سال)    | ۱           | باشگاه فوتبال لوزان-اسپورت   |
| ۷     | مدافع     | آندری نوری          | ۳ سپتامبر ۱۹۲۱ (۳۲ سال)  | ۲۶          | باشگاه فوتبال سروت ۱۸۹۰      |
| ۸     | هافبک     | هاینتس بیگلر        | ۲۱ دسامبر ۱۹۲۵ (۲۸ سال)  | ۳           | باشگاه ورزشی یانگ بویز       |
| ۹     | هافبک     | چارلز کاسالی        | ۲۷ آوریل ۱۹۲۳ (۳۱ سال)   | ۱۵          | باشگاه ورزشی یانگ بویز       |
| ۱۰    | هافبک     | الیور اگیمن         | ۶ اوت ۱۹۲۱ (۳۲ سال)      | ۳۹          | باشگاه فوتبال لشو دو فوند    |
| ۱۱    | هافبک     | نوبرت اشمن          | ۱۹ سپتامبر ۱۹۳۳ (۲۰ سال) | ۰           | باشگاه فوتبال لوزان-اسپورت   |
| ۱۲    | هافبک     | گیلبرت فسلت         | ۱۶ آوریل ۱۹۲۸ (۲۶ سال)   | ۴           | باشگاه فوتبال لشو دو فوند    |
| ۱۳    | هافبک     | ایوو فروسیو         | ۲۷ آوریل ۱۹۳۰ (۲۴ سال)   | ۷           | باشگاه فوتبال گراس‌هاپر زوریخ |
| ۱۴    | مدافع     | ویلی کرنن           | ۶ اوت ۱۹۲۹ (۲۴ سال)      | ۱۶          | باشگاه فوتبال لشو دو فوند    |
| ۱۵    | مهاجم     | چارلز آنتنن         | ۳ نوامبر ۱۹۲۹ (۲۴ سال)   | ۲۸          | باشگاه فوتبال لشو دو فوند    |
| ۱۶    | مهاجم     | روبرت بالامان       | ۲۱ ژوئن ۱۹۲۶ (۲۷ سال)    | ۲۲          | باشگاه فوتبال گراس‌هاپر زوریخ |
| ۱۷    | مهاجم     | ژاک فتون            | ۱۹ دسامبر ۱۹۲۵ (۲۸ سال)  | ۴۸          | باشگاه فوتبال سروت ۱۸۹۰      |
| ۱۸    | مهاجم     | یوزف هوگی           | ۲۳ ژانویه ۱۹۳۰ (۲۴ سال)  | ۱۳          | باشگاه فوتبال بازل           |
| ۱۹    | مهاجم     | مارسل مورون         | ۲۵ مارس ۱۹۲۹ (۲۵ سال)    | ۴           | باشگاه فوتبال لشو دو فوند    |
| ۲۰    | مهاجم     | اویگن مایر          | ۳۰ آوریل ۱۹۳۰ (۲۴ سال)   | ۷           | باشگاه ورزشی یانگ بویز       |
| ۲۱    | مهاجم     | فردیناندو ریوا      | ۳ ژوئیه ۱۹۳۰ (۲۳ سال)    | ۶           | باشگاه فوتبال کیاسو          |
| ۲۲    | مهاجم     | راجر فونلانتن       | ۵ دسامبر ۱۹۳۰ (۲۳ سال)   | ۱۰          | باشگاه فوتبال گراس‌هاپر زوریخ |

### ایتالیا
سرمربی:  لایوش سیزلر
| شماره | جایگاه    | بازیکن                      | تاریخ تولد/سن            | بازی‌های ملی | باشگاه                    |
| ----- | --------- | --------------------------- | ------------------------ | ----------- | ------------------------- |
| ۱     | دروازه‌بان | جورجو گتسی                  | ۱۰ ژوئیه ۱۹۳۰ (۲۳ سال)   | ۱           | باشگاه فوتبال اینتر میلان |
| ۲     | مدافع     | جویدو وینچنزی               | ۱۴ ژوئیه ۱۹۳۲ (۲۱ سال)   | ۱           | باشگاه فوتبال اینتر میلان |
| ۳     | مدافع     | جووانی جاکوماتسی            | ۱۸ ژانویه ۱۹۲۸ (۲۶ سال)  | ۱           | باشگاه فوتبال اینتر میلان |
| ۴     | هافبک     | ماینو نری                   | ۳۰ ژوئن ۱۹۲۴ (۲۹ سال)    | ۶           | باشگاه فوتبال اینتر میلان |
| ۵     | هافبک     | اومرو تونیون                | ۳ مارس ۱۹۲۴ (۳۰ سال)     | ۱۱          | باشگاه فوتبال آ.ث. میلان  |
| ۶     | هافبک     | فولویو نستی                 | ۸ ژوئن ۱۹۲۵ (۲۹ سال)     | ۲           | باشگاه فوتبال اینتر میلان |
| ۷     | مهاجم     | ارمس موکچنلی                | ۲۸ ژوئیه ۱۹۲۷ (۲۶ سال)   | ۹           | باشگاه فوتبال یوونتوس     |
| ۸     | مهاجم     | اجیستو پاندولفینی           | ۱۹ فوریه ۱۹۲۶ (۲۸ سال)   | ۱۴          | باشگاه فوتبال آ.اس. رم    |
| ۹     | مهاجم     | کارلو گالی                  | ۶ مارس ۱۹۳۱ (۲۳ سال)     | ۲           | باشگاه فوتبال آ.اس. رم    |
| ۱۰    | مهاجم     | جینو کاپلو                  | ۲ ژوئن ۱۹۲۰ (۳۴ سال)     | ۱۰          | باشگاه فوتبال بولونیا     |
| ۱۱    | مهاجم     | بنیتو لورنزی                | ۲۰ دسامبر ۱۹۲۵ (۲۸ سال)  | ۱۱          | باشگاه فوتبال اینتر میلان |
| ۱۲    | دروازه‌بان | جووانی ویولا                | ۲۶ ژوئن ۱۹۲۶ (۲۷ سال)    | ۰           | باشگاه فوتبال یوونتوس     |
| ۱۳    | مدافع     | آردیکو مانیینی              | ۲۱ اکتبر ۱۹۲۸ (۲۵ سال)   | ۴           | باشگاه فوتبال فیورنتینا   |
| ۱۴    | مدافع     | سرجو چرواتو                 | ۲۲ مارس ۱۹۲۹ (۲۵ سال)    | ۱۱          | باشگاه فوتبال فیورنتینا   |
| ۱۵    | هافبک     | جاکومو ماری                 | ۱۷ اکتبر ۱۹۲۴ (۲۹ سال)   | ۷           | باشگاه فوتبال سمپدوریا    |
| ۱۶    | هافبک     | رینو فرراریو                | ۷ دسامبر ۱۹۲۶ (۲۷ سال)   | ۱           | باشگاه فوتبال یوونتوس     |
| ۱۷    | مهاجم     | آرماندو سگاتو               | ۳ مه ۱۹۳۰ (۲۴ سال)       | ۳           | باشگاه فوتبال فیورنتینا   |
| ۱۸    | مهاجم     | جینو پیواتلی                | ۲۷ مارس ۱۹۳۳ (۲۱ سال)    | ۰           | باشگاه فوتبال بولونیا     |
| ۱۹    | مهاجم     | جیامپیرو بونیپرتی (کاپیتان) | ۴ ژوئیه ۱۹۲۸ (۲۵ سال)    | ۲۲          | باشگاه فوتبال یوونتوس     |
| ۲۰    | هافبک     | گویدو گراتون                | ۲۳ سپتامبر ۱۹۳۲ (۲۱ سال) | ۱           | باشگاه فوتبال فیورنتینا   |
| ۲۱    | مهاجم     | آملتو فرینیانی              | ۵ مارس ۱۹۳۲ (۲۲ سال)     | ۶           | باشگاه فوتبال آ.ث. میلان  |
| ۲۲    | دروازه‌بان | لئوناردو کوستاجلیولا        | ۲۷ اکتبر ۱۹۲۱ (۳۲ سال)   | ۳           | باشگاه فوتبال فیورنتینا   |

### بلژیک
سرمربی:  داگ لیوینگستون
| شماره | جایگاه    | بازیکن              | تاریخ تولد/سن            | بازی‌های ملی | باشگاه                       |
| ----- | --------- | ------------------- | ------------------------ | ----------- | ---------------------------- |
| ۱     | دروازه‌بان | لئوپولد خرنای       | ۲۵ فوریه ۱۹۲۷ (۲۷ سال)   | ۷           | A.S.V. Oostende K.M.         |
| ۲     | مدافع     | مارسل درایس         | ۱۹ سپتامبر ۱۹۲۹ (۲۴ سال) | ۷           | Berchem Sport                |
| ۳     | مدافع     | آلفونس فان براندت   | ۲۴ ژوئن ۱۹۲۷ (۲۶ سال)    | ۱۹          | باشگاه فوتبال لیرسه          |
| ۴     | مدافع     | کونستانت هویسمانس   | ۱۱ اکتبر ۱۹۲۸ (۲۵ سال)   | ۵           | Royal Beerschot AC           |
| ۵     | هافبک     | لوئیس کاریه         | ۷ ژانویه ۱۹۲۵ (۲۹ سال)   | ۴۱          | Royal FC Liegeois            |
| ۶     | هافبک     | ویک میس             | ۲۶ ژانویه ۱۹۲۷ (۲۷ سال)  | ۳۴          | باشگاه فوتبال رویال آنتورپ   |
| ۷     | هافبک     | یوزف فلیرس          | ۱۸ دسامبر ۱۹۳۲ (۲۱ سال)  | ۰           | Royal Beerschot AC           |
| ۸     | مهاجم     | دنیس هوف            | ۱۶ فوریه ۱۹۳۲ (۲۲ سال)   | ۰           | باشگاه فوتبال استاندارد لیژ  |
| ۹     | مهاجم     | ریک کوپنس           | ۲۹ آوریل ۱۹۳۰ (۲۴ سال)   | ۲۶          | Royal Beerschot AC           |
| ۱۰    | مهاجم     | پل آنول             | ۱۹ اوت ۱۹۲۲ (۳۱ سال)     | ۴۵          | Royal FC Liegeois            |
| ۱۱    | مهاجم     | ژف مرمانس (کاپیتان) | ۱۶ فوریه ۱۹۲۲ (۳۲ سال)   | ۴۵          | باشگاه فوتبال اندرلشت        |
| ۱۲    | دروازه‌بان | شارل خیرتس          | ۲۹ اکتبر ۱۹۳۰ (۲۳ سال)   | ۰           | Royal Beerschot AC           |
| ۱۳    | مدافع     | هنری دیریکس         | ۷ ژوئیه ۱۹۲۷ (۲۶ سال)    | ۱۳          | باشگاه فوتبال یونیون سنت ژیل |
| ۱۴    | هافبک     | روبرت فن کرکهوفن    | ۱ اکتبر ۱۹۲۴ (۲۹ سال)    | ۵           | Daring Club                  |
| ۱۵    | مهاجم     | هیپولیته فن دن بوس  | ۳۰ آوریل ۱۹۲۶ (۲۸ سال)   | ۲           | باشگاه فوتبال اندرلشت        |
| ۱۶    | مهاجم     | پیتر فن دن بوس      | ۳۱ اکتبر ۱۹۲۷ (۲۶ سال)   | ۰           | باشگاه فوتبال اندرلشت        |
| ۱۷    | دروازه‌بان | ریموند آئوسلوس      | ۱۵ مه ۱۹۲۸ (۲۶ سال)      | ۰           | White Star                   |
| ۱۸    | مدافع     | جف فن در لیندن      | ۲ نوامبر ۱۹۲۷ (۲۶ سال)   | ۰           | باشگاه فوتبال رویال آنتورپ   |
| ۱۹    | هافبک     | جو باکارت           | ۵ اوت ۱۹۲۱ (۳۲ سال)      | ۰           | باشگاه فوتبال رویال شارلوا   |
| ۲۰    | هافبک     | باب مرتنس           | ۲۴ ژانویه ۱۹۳۰ (۲۴ سال)  | ۱۱          | باشگاه فوتبال رویال آنتورپ   |
| ۲۱    | هافبک     | ژان فن استین        | ۲ ژوئن ۱۹۲۹ (۲۵ سال)     | ۵           | باشگاه فوتبال اندرلشت        |
| ۲۲    | مهاجم     | لوک فن هویفخن       | ۷ ژانویه ۱۹۲۹ (۲۵ سال)   | ۰           | Daring Club                  |

بازیکنان ۱۷–۲۲ به سوئیس سفر نکردند.